# Un hombre en la red
Un hombre en la red (en italiano: Agguato a Tangeri) es una coproducción española e italiana dirigida por Riccardo Freda y protagonizada por Edmund Purdom, de género espionaje.

## Reparto
- Edmund Purdom: John Milwood
- Geneviève Page: Mary
- Gino Cervi: Henry Bovelasco
- Amparo Rivelles: Lola
- Antonio Molino Rojo: Perez
- José Guardiola: Pistolero
- Félix Dafauce: Inspector Mathias
- Luis Peña: González